# Soriatitan
Soriatitan („titán z provincie Soria“) byl rod sauropodního dinosaura z čeledi Brachiosauridae, který žil v období spodní křídy (stupeň hoteriv až barrem), asi před 133 - 125 miliony let, na území dnešního severního Španělska (souvrství Golmayo). Tento dinosaurus sdílí některé diagnostické znaky se sauropody rodu Abydosaurus, Cedarosaurus, Tastavinsaurus a Venenosaurus. Objev tohoto evropského spodnokřídového brachiosaurida ukazuje, že v době jeho života ještě mohla být Severní Amerika a Evropa částečně propojena jakýmsi pevninským mostem.